# Wilków (gmina, Opole)
Pour les articles homonymes, voir Wilków.
Wilków est une gmina rurale du powiat de Namysłów, Opole, dans le sud-ouest de la Pologne. Son siège est le village de Wilków, qui se situe environ 6 km au nord-ouest de Namysłów et 54 km au nord de la capitale régionale Opole.
La gmina couvre une superficie de 100,57 km2 pour une population de 4 678 habitants.

## Géographie
La gmina inclut les villages de Bukowie, Dębnik, Idzikowice, Jakubowice, Krzyków, Lubska, Młokicie, Pągów, Pielgrzymowice, Pszeniczna, Wilków et Wojciechów.
La gmina borde les gminy de Bierutów, Dziadowa Kłoda et Namysłów.